# Nicolas Halma
Nicolas Balthazar Halma, né le 31 décembre 1755 à Sedan et mort le 3 juin 1828 à Paris, est un abbé, mathématicien et historien français de l'astronomie.

## Biographie
Fils cadet d’Anselme Halma, maître boucher à Sedan, il fit ses études sous la direction d'un de ses oncles, Raulin Brion, curé de Pouru-Saint-Rémy, puis fut confié à 14 ans aux soins du médecin qui exerçait les fonctions de chirurgien-major de sa ville natale. Après quoi ses parents l'envoyèrent à Paris pour poursuivre ses études médicales. En 1776, il étudia la philosophie au collège Sainte-Barbe, passa avec une bourse obtenue par l'archevêque de Reims au collège du cardinal Lemoine, et ensuite à celui du Plessis, puis servit de précepteur au fils du comte de Durfort.. Nicolas Halma entra dans les ordres, puis fut reçu docteur de la Sorbonne. Le 21 mars 1791, il devint principal de l'ancien collège jésuite de Sedan, à la suite de la démission de son prédécesseur, qui avait refusé de prêter serment à la constitution civile du clergé. Au cours de sa fonction, il proposa une profonde réforme des enseignements alors en vigueur.Il voyagea en Allemagne et en Angleterre, ce qui lui permit de se perfectionner dans des langues dont il n'avait jusqu'alors qu'une connaissance livresque. Rentré à Sedan, il fut affecté première classe au génie militaire pour la surveillance des travaux de fortification de la ville, puis réquisitionné pour servir de chirurgien de troisième classe dans un hôpital militaire ambulant. Il fut nommé secrétaire à l'École polytechnique en 1794, tout en enseignant les mathématiques au Prytanée de Paris, et la géographie à l'École militaire de Fontainebleau. Il fut rédacteur au Journal de l'École polytechnique en 1795 et 1796.
En 1804-1805, il donna des cours de latin au jeune Charles de Rémusat, fils d'une dame du palais de Joséphine. A l'été 1805, le premier chambellan de l'empereur, Auguste Laurent de Rémusat, lui proposa d'instruire l'impératrice Joséphine en histoire et en géographie et le fit nommer bibliothécaire particulier de l'Impératrice, fonction qu'il remplit jusqu'à la dissolution du mariage de celle-ci avec Napoléon. À la même époque, le géomètre Lagrange lui obtint le poste de bibliothécaire de l’École des Ponts et Chaussées. À la Restauration, choisi 4me conservateur de la bibliothèque Sainte-Geneviève, il fut élevé au rang de chanoine de Notre-Dame par le cardinal de Talleyrand-Périgord, dont il avait été le précepteur.
Il avait été chargé en 1808 par le ministre de l'Intérieur de poursuivre l'Histoire de France de Velly, et avait préparé deux volumes manuscrits. Son œuvre la plus importante, entreprise à l'instigation de Joseph Louis Lagrange et Jean Baptiste Joseph Delambre, reste son édition du texte de l'Almageste de Ptolémée (1813-1816) et des « Tables faciles », avec la première traduction française (et dernière à ce jour) de ces œuvres à partir du texte grec originalN. Halma, L'almageste de Ptolémée.
Il a également édité et traduit les Commentaires de Théon d'Alexandrie (1822-1825), et écrit plusieurs ouvrages sur l'astronomie antique, parmi lesquels une Astrologie égyptienne (1824) et un Examen historique et critique des monuments astronomiques des anciens (1830). On lui doit enfin une édition de la Table pascale du moine Isaac Argyre (Paris, 1825).
La qualité de ses travaux lui valut d'être nommé correspondant de l'Académie royale des sciences et belles-lettres de Prusse.
Le 7 juin 1828, une messe est célébrée pour ses funérailles à la cathédrale Notre-Dame de Paris.

## Publications
- De l'éducation, Bouillon : Trécourt, 1791, in-8°, 237 p. (anonyme).
- Discours prononcé le 16 mai 1791, à l'occasion de l'ouverture d'un Cours public de Mathématiques et de Géographie au collège de Sedan, Sedan : Morin, 1791, in-8°, 29 p. (anonyme).
- Leçons élémentaires de Géographie, Charleville : Raucourt, 1792, in-8°, 486 p. (anonyme)
- Abrégé de Géographie pour servir de préparation aux leçons élémentaires de Géographie, Bouillon : Baudouin, 1792, in-8°, 130 p.
- Discours prononcé le 19 août 1793, lors de la distribution des prix, sur la nécessité et les avantages d'une réforme à introduire sans délai dans les études publiques, en attendant l'organisation de l'éducation nationale, Bouillon : Baudoin, 1793, in-8°, 26 p.
- Arithmétique simple pour préparer aux nouvelles mesures décimales, Bouillon : Baudoin, 1794, in-8°, 26 p. (anonyme)
- Examen et explication du Zodiaque de Dendérah, comparé au Globe céleste antique d'Alexandrie conservé au palais de Farnèse à Rome, et de quelques autres Zodiaques égyptiens. — Examen et explication des Zodiaques d'Esné, suivis d'une Réfutation du Mémoire sur le Zodiaque primitif et nominal des anciens Égyptiens. (2e partie) —  Examen et explication du Tableau peint au plafond du tombeau des rois de Thèbes — Supplément de l'Examen et explication du Zodiaque de Denderah, Paris : Merlin, 1822, en quatre parties, in-8°, avec figures.
- Almageste, ou Composition mathématique de Claude Ptolémée, ou Astronomie ancienne, traduit pour la première fois du grec en français, suivie des Notes de Delambre, Paris : Eberhart, 1813 & 1816, 2 vol. in-4°, avec le texte grec en regard.
- Chronologie de Ptolémée, contenant la table chronologique des Rois, prolongée jusqu'à la prise de Constantinople par les Turcs, Paris : Bobée, 1819, in-4°
- Hypothèses et époques des planètes de Ptolémée Paris : Merlin, 1820, in-4°
- Commentaire de Théon d'Alexandrie sur le premier livre de la composition mathématique de Ptolémée, et les Phénomènes d'Aratus de Soles et de Germanicus César, avec les Scholies de Théon, les Catastérismes d'Ératosthène, et la Sphère de Leontius, Paris : Merlin, 1821, 2 vol., in-4°
- Commentaire de Théon d'Alexandrie sur les Tables manuelles Astronomiques de Ptolémée, Paris : Merlin, 1822 & 1823, 2 vol., in-4°
- Table Pascale du moine Argyre, faisant suite à celles de Ptolémée et de Théon. — Règle pour la Table Pascale, par le moine Isaac Argyre de Constantinople. — Tables manuelles astronomiques de Ptolémée et de Théon, Paris : Eberhart, 1825, 3 parties, in-4°
- Traité de Géographie de Ptolémée d'Alexandrie, traduit pour la première fois du grec en français, Paris : Eberhart, 1828, in-4°, avec le texte grec en regard.
- Éloge de Chrétien le Roy, mort (le 11 mai, 1780), professeur d'éloquence en l'université de Paris, prononcé au collége de Sedan lors de la distribution des prix, faite le 22 août 1791, dans le Journal encyclopédique, t.VII, 10 septembre 1791, p. 107-111
- Tables Logarithmiques disposées dans un nouvel ordre par de Prasse, revues et corrigées par Halma, Paris, 1814, in-18°